# Zla Kolata
Zla Kolata (alb. Kolata e Keqe) jedna je od najviših planina u Prokletijama, na granici Crne Gore i Albanije.

## Opis
Zla Kolata se nalazi na nadmorskoj visini od 2,534 metara, što je čini najvišom planinom u Crnoj Gori i 16. najvišom planinom u Albaniji. Nalazi se na granici općine Gusinje u Crnoj Gori i općine Tropojë Kukeskog okruga u Albaniji. Zla Kolata ima prostran vrh i popularno je turističko odredište u obje zemlje. Pola kilometra sjeveroistočno, na 2,528 metara nadmorske visine, samo malo niže, nalazi se Dobra Kolata (alb. Kolata e Mirë), koja se također nalazi na granici. Najviši vrh na ovom masivu je kilometar istočno-jugoistočno od Zla Kolate i potpuno je na tlu Albanije; zove se Rodi e Kollatës ili Maja e Kollatës. Penje se na 2.552 m; no unatoč dramatičnim pogledima na dolinu Valbona, nije tako često posjećen.

## Vanjske poveznice
|  | Zajednički poslužitelj ima još gradiva o temi Zla Kolata |